# Wayne Mackie
Wayne Mackie (* 1966; † 22. März 2022 in Palm Beach, Florida) war ein US-amerikanischer Schiedsrichter im American Football, der von der Saison 2007 bis 2016 in der NFL tätig war. Er trug die Uniform mit der Nummer 106.

## Karriere

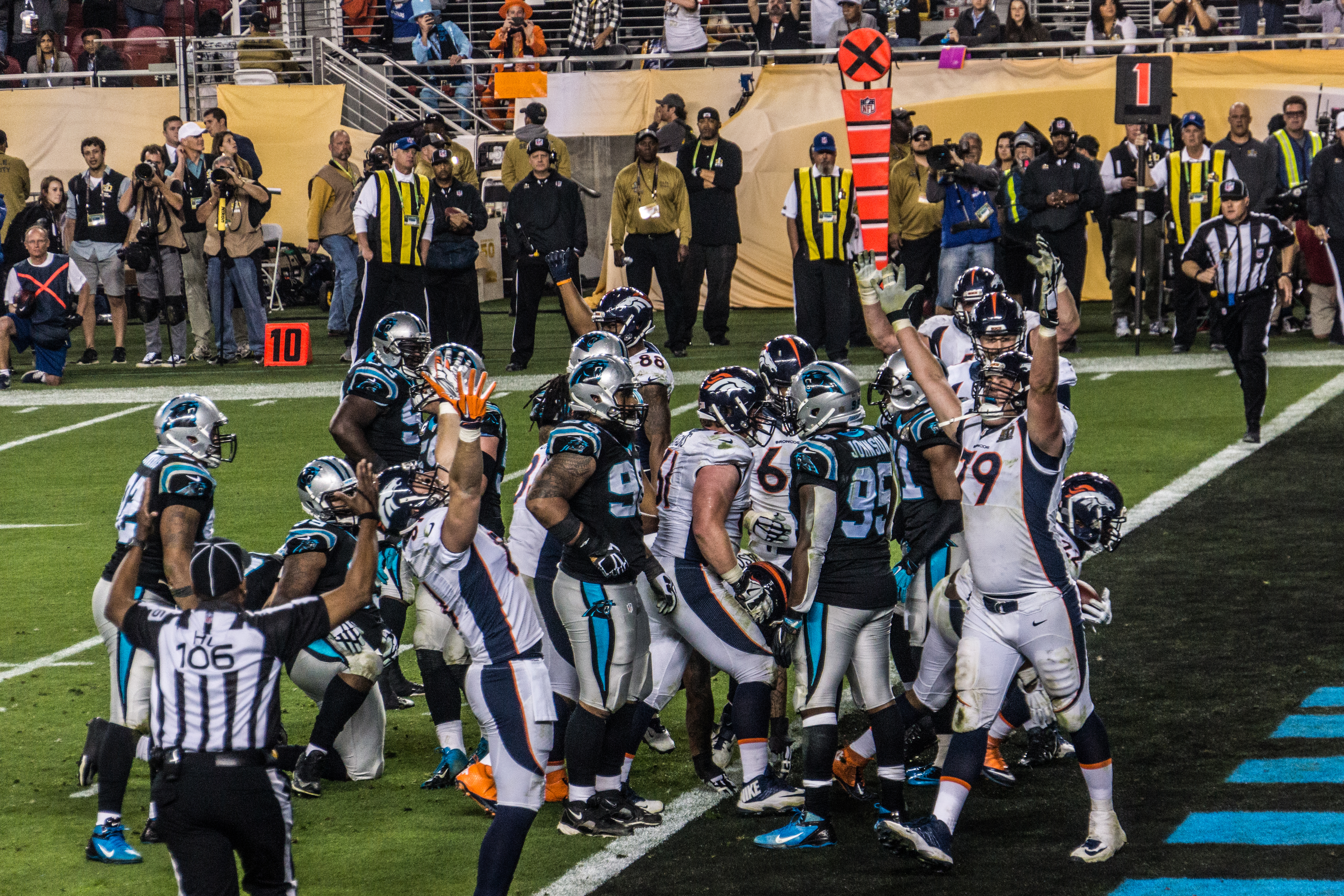
Wayne Mackie (unten links) im Super Bowl 50

Mackie war während seiner gesamten NFL-Laufbahn als Head Linesman tätig.
Er war im Schiedsrichtergespann beim Super Bowl 50 im Jahr 2016 in der Crew unter der Leitung von Hauptschiedsrichter Clete Blakeman.
Nachdem er zum Ende der Saison 2016 seine Feldkarriere beendet hatte, wurde er unter Alberto Riverón Vizepräsident für das Schiedsrichterwesen im Ligabüro.